# José Luis Pérez Álvarez
José Luis Pérez Álvarez (Guecho, Vizcaya, España, 27 de octubre de 1940) es un exfutbolista español que se desempeñaba como delantero.

## Clubes
| Club                         | País   | Año       |
| ---------------------------- | ------ | --------- |
| C. D. Basconia               | España | 1960-1961 |
| Real Oviedo                  | España | 1961-1965 |
| R. C. D. Mallorca            | España | 1965-1966 |
| R. C. Deportivo de La Coruña | España | 1966-1971 |